# Гобитака, Фадель
Фадель Гобитака (фр. Fadel Gobitaka; 16 января 1998 года, Беркем-Сент-Агат, Бельгия) — бельгийский футболист тоголезского происхождения, играющий на позиции нападающего. Ныне выступает за бельгийский клуб «Ла-Лувьер».

## Клубная карьера
В мае 2013 года к игроку настойчивый интерес проявил льежский «Стандард» и вскоре игрок подписал свой первый профессиональный контракт. 27 декабря 2015 года в поединке против «Мускрона» он дебютировал в Лиге Жюпиле, выйдя на замену на 88-й минуте вместо Матье Доссеви. Всего в сезоне 2015/16 он появлялся в 3 поединках, проведя на поле в общей сложности 29 минут.